# Władysław Kaczyński (sędzia)
Władysław Kaczyński – polski prawnik, sędzia Sądu Najwyższego w II Rzeczypospolitej.
W okresie II Rzeczypospolitej był sędzią Sądu Okręgowego w Sosnowcu, po czym 6 października 1925 został mianowany na stanowisko sędzia Sądu Apelacyjnego w Warszawie. Postanowieniem z 12 lipca 1929 Prezydent RP Ignacy Mościcki mianował go sędzią Sądu Najwyższego. W 1930 został mianowany zastępcą przewodniczącego Generalnego Komisarza Wyborczego w składzie Państwowej Komisji Wyborczej (miasto stołeczne Warszawa) przed wyborami parlamentarnymi w Polsce w 1930.
11 listopada 1937 otrzymał Krzyż Komandorski Orderu Odrodzenia Polski.